# Hrabstwo Davis (Iowa)

Piramida wieku hrabstwa

Hrabstwo Davis – hrabstwo położone w USA w stanie Iowa z siedzibą w mieście Bloomfield. Założone w 1843 roku.

## Miasta
- Bloomfield
- Drakesville
- Floris
- Pulaski

## Gminy
| - Cleveland - Drakesville - Fabius - Fox River - Grove | - Lick Creek - Marion - Perry - Prairie - Roscoe | - Salt Creek - Soap Creek - Union - West Grove - Wyacondah |

## Drogi główne
- U.S. Highway 63
- Iowa Highway 2
- Iowa Highway 202

## Sąsiednie hrabstwa
- Hrabstwo Wapello
- Hrabstwo Monroe
- Hrabstwo Van Buren
- Hrabstwo Jefferson
- Hrabstwo Scotland
- Hrabstwo Schuyler
- Hrabstwo Appanoose